# Trichovirus
Genre
Espèces de rang inférieur
- espèce-type : Apple chlorotic leaf spot virus

Trichovirus est un genre de virus de la famille des Betaflexiviridae, sous-famille des Trivirinae, qui comprend sept espèces acceptées par l'ICTV, dont l'espèce-type, Apple chlorotic leaf spot virus. Ce sont des virus à ARN à simple brin de polarité positive, rattachés au groupe IV de la classification Baltimore. 
Le génome est monopartite. Les virions sont des particules filamenteuses, très flexueuses.
Ces virus infectent  diverses espèces d'angiospermes (phytovirus). 
Leur transmission par l'intermédiaire d'acariens de la famille des Eriophyidae nécessite l'intervention de virus assistants.

## Structure
Les virions sont des particules non-envelopées, flexueuses, filamenteuses, de 640 à 760 nm de long et 10 à 12 nm de diamètre.
Le génome, monopartite, est constitué d'une molécule d'ARN à simple brin de polarité positive, linéaire, de 7,5 à 8 kb. L'extrémité 3' est polyadénylée. Cet ARN code trois protéines : une ARN polymérase dépendant de l'ARN  transcrite directement de l'ARN génomique, et deux protéines, une protéine de mouvement (MP) et une protéine de capside (CP) transcrites à partir d'un ARN sous-génomique.

## Hôtes
La gamme de plantes-hôtes naturelle de chaque espèce de virus est relativement étroite (ACLSV, PcMV), et se limite parfois à un seul hôte (GINV, CMLV). La gamme d'hôtes qu'il est possible d'infecter expérimentalement par inoculation mécanique est un peu plus large, mais toujours limitée à quelques espèces herbacées. 

## Symptômes
Chez les hôtes infectés naturellement, l'infection provoque peu de symptômes, voire pas du tout (cas de l'ACLSV chez certains hôtes), ou des marbrures, des anneaux, des motifs en arabesques et des lésions des fruits (ACLSV), des marbrures avec rabougrissement et nécrose interne des pousses et des baies (GINV), marbrures et une déformation sévère des feuilles (CMLV), des marbrures et une déformation des feuilles et des fruits et la panachure de la couleur des pétales (PcMV). 

## Liste des espèces et non-classés
Selon NCBI (10 février 2021) :
- Apple chlorotic leaf spot virus (ACLSV)
- Apricot pseudo-chlorotic leaf spot virus (APCLSV)
- Cherry mottle leaf virus (CMLV)
- Grapevine Pinot gris virus (GPGV)
- Grapevine berry inner necrosis virus (GINV)
- Peach mosaic virus (PcMV)
- Phlomis mottle virus (PhLMV)
- non-classés
  - Cherry symptomless virus
  - Daiswa trichovirus 1
  - Fig latent virus 1
  - Maize-associated trichovirus 1
  - Maize-associated trichovirus 2
  - Mexico trichovirus
  - Peach chlorotic leaf spot virus